# 大阪総合デザイン専門学校
大阪総合デザイン専門学校（おおさかそうごうでざいんせんもんがっこう）は、学校法人上田学園が運営する大阪市北区にある専修学校である。

## 沿革
- 1965年 - 総合デザイナー学院として開校
- 1980年 - 現校名となる

## 学科
- デザイン学科
  - コミュニケーションデザインコース
  - インテリアデザインコース
- 漫画・アニメーション学科
  - 漫画コース
  - アニメーションコース
- クリエイティブ学科
  - コミックアートコース
  - デジタルクリエイティブコース

## 出身者
- 藤田晴美 - 作曲家
- 郷田マモラ - 漫画家
- 渡瀬悠宇 - 漫画家
- 出口真人 - 漫画家
- 水上悟志 - 漫画家
- 奥英樹 - 漫画家
- えだやん - イラストレーター
- 左近堂絵里 - 漫画家
- 山本隆之 - 漫画家
- 大石普人 - 漫画家
- 兎中信志 - 漫画家
- 河合孝典 - 漫画家
- 足立和平 - 漫画家
- 餡蜜 - 漫画家
- チキン - 漫画家
- えびなしお - 漫画家
- 奥英樹 - 漫画家
- アダチケイジ - 漫画家
- 石山諒 - 漫画家
- 西出ケンゴロー - 漫画家・イラストレーター
- 中島唯 - 声優

## 所在地
- 〒530-0012 大阪市北区芝田2丁目8番35号

最寄り駅は、JR大阪駅・各梅田駅

## 姉妹校、系列校
学校法人上田学園は他に上田安子服飾専門学校も経営している。
上田学園は2013年度を目途に大阪総合漫画芸術工科大学をオープンさせるべく文部科学省に認可申請していたが、2012年6月に取り下げた。
その後上田学園は2014年4月に大阪エンタテインメントデザイン専門学校を開校したが、同校は2021年3月31日に休校となり、2022年に廃止となった。